# Hippodrome de Happy Valley
L'hippodrome de Happy Valley (跑馬地馬場, Happy Valley Racecourse) est l'un des deux champs de courses hippiques de Hong Kong (avec celui de Sha Tin) et une attraction touristique importante. Ouvert en 1845 par les Britanniques nouvellement établis sur l'île, sa capacité est de 55 000 places.

## Histoire

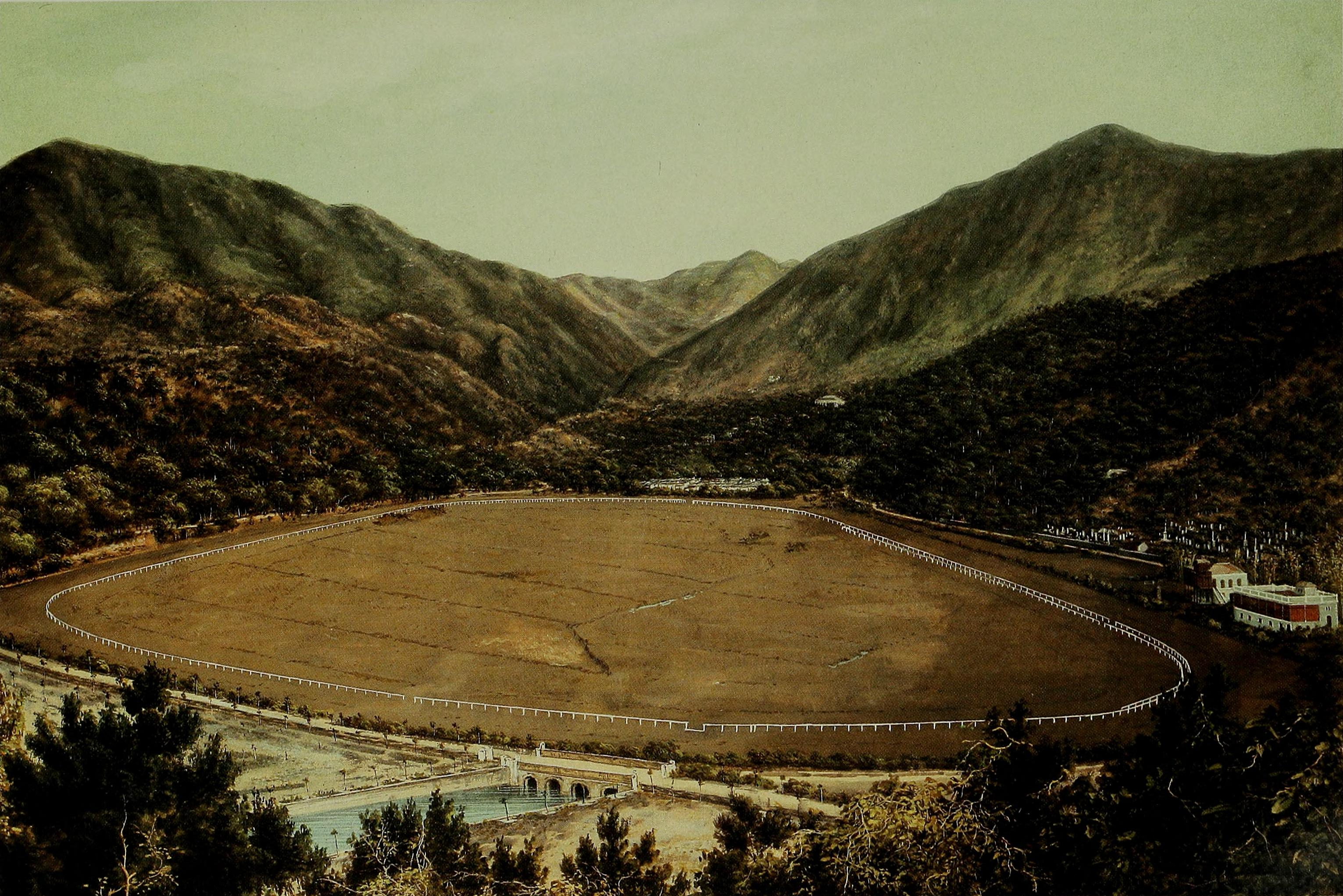
L'hippodrome dans les années 1840.

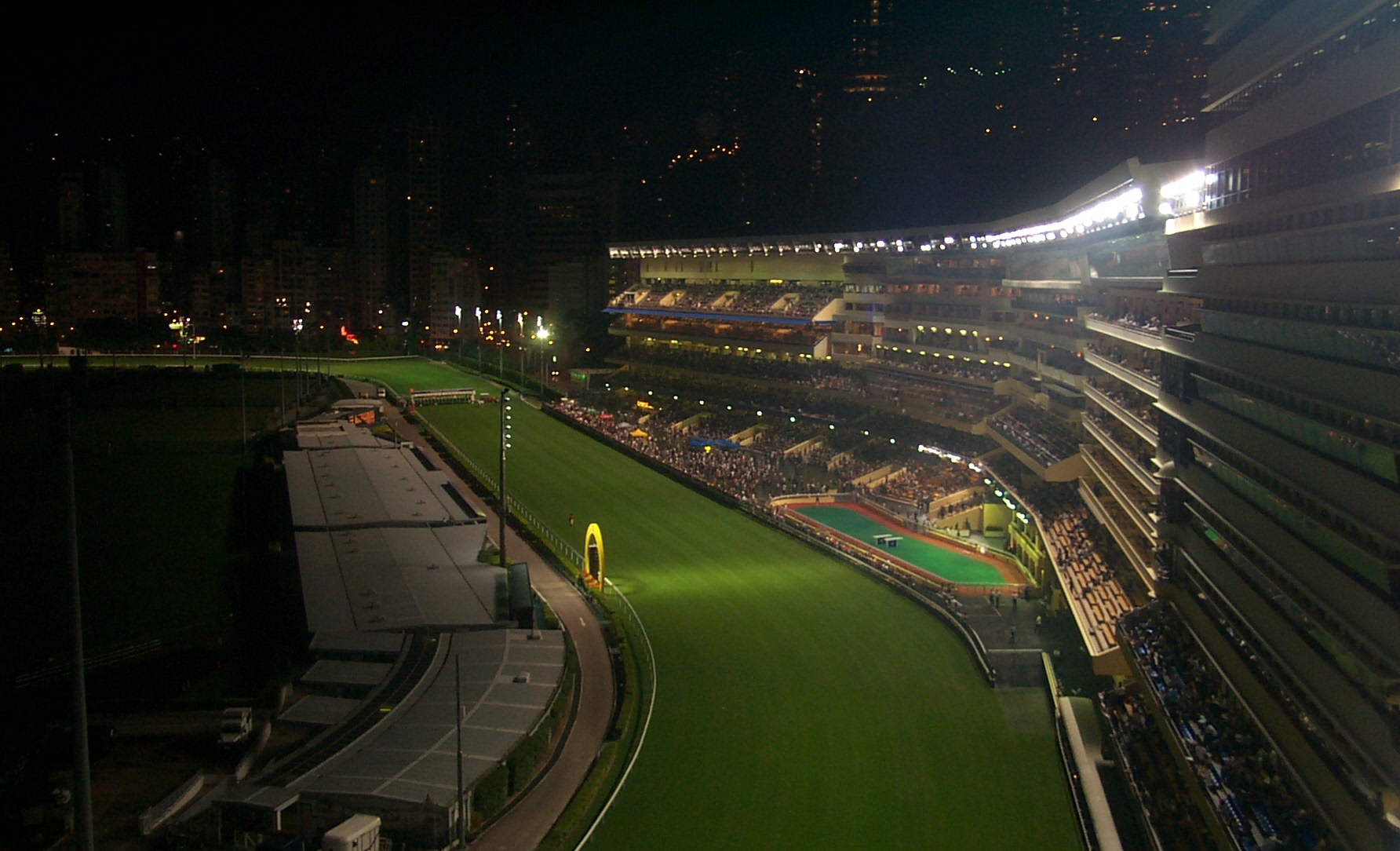
L'hippodrome de nuit en 2003.

Construit en 1845 pour accueillir les courses de chevaux des Britanniques de Hong Kong, la zone est au départ marécageuse, mais est cependant le seul terrain plat adapté aux courses de chevaux sur l'île de Hong Kong. Pour faire de la place à l'hippodrome, le gouvernement de Hong Kong interdit la culture du riz dans les villages du secteur. La première course a lieu en décembre 1846 et, au fil des ans, les courses de chevaux deviennent de plus en plus populaires parmi les résidents chinois.
Le 26 février 1918, une tribune temporaire s'effondre et renverse des stands de nourriture chaude qui enflamment des nattes de bambou. Lors de cet incendie, au moins 590 personnes sont mortes,.
Au fil des ans, des installations sont ajoutées et agrandies, notamment en 1995.

## Infrastructures
L'hippodrome de Happy Valley est l'un des deux hippodromes de Hong Kong utilisés par le Jockey Club de Hong Kong pour les courses de chevaux, l'autre étant l'hippodrome de Sha Tin. Les courses à Happy Valley ont généralement lieu le mercredi soir et sont ouverts au public ainsi qu'aux membres du Club. L'hippodrome et ses tribunes de six étages peuvent accueillir environ 55 000 spectateurs.
Le terrain intérieur du parcours contient des installations sportives et de loisirs telles que des terrains de football, de hockey sur gazon et de rugby, gérés par le département des loisirs et des services culturels.

## Le musée et les archives du Jockey Club de Hong Kong
Les archives et le musée du Jockey Club de Hong Kong (ou Hong Kong Racing Museum) sont créés en 1995 et ouverts le 18 octobre 1996. Ils sont désormais situés au deuxième étage de la tribune Happy Valley de l'hippodrome.
Il y a quatre galeries dans le musée :
- « L'origine de nos chevaux » : montre la route de migration des premiers chevaux depuis le nord de la Chine jusqu'à Hong Kong.
- « Façonner Sha Tin » : présente l'histoire de la construction de l'hippodrome de Sha Tin.
- « Comprendre les chevaux » : expose le squelette de Doublure argentée (Silver Lining), triple champion de Hong Kong.
- « Expositions thématiques » : l'histoire du Jockey Club. Certaines organisations caritatives et projets communautaires soutenus par la section caritative du club sont également exposés dans cette galerie.

Il y a aussi un cinéma et une boutique de souvenirs dans le musée.